# Olaf Zinke
Olaf Zinke (9 oktober 1966) is een voormalig Duits langebaanschaatser. Zijn met afstand grootste overwinning was zijn verrassende winst op de 1000 meter tijdens de Olympische Winterspelen van Albertville in 1992.

## Persoonlijk records
| Afstand      | Tijd    | Datum           | Baan       |
| ------------ | ------- | --------------- | ---------- |
| 500 meter    | 37,74   | 10 maart 1990   | Heerenveen |
| 1000 meter   | 1.14,53 | 11 maart 1990   | Heerenveen |
| 1500 meter   | 1.53,64 | 5 december 1993 | Hamar      |
| 3000 meter   | 4.06,71 | 18 januari 1992 | Davos      |
| 5000 meter   | 7.04,23 | 25 maart 1988   | Medeo      |
| 10.000 meter | 15.00,6 | 26 maart 1988   | Medeo      |

## Resultaten
| jaar | EK Allround | Olympische Spelen           | WK Sprint |
| ---- | ----------- | --------------------------- | --------- |
| 1989 | NC17        |                             | -         |
| 1990 | -           |                             | 10e       |
| 1991 | -           |                             | -         |
| 1992 | -           | 25e 500m · 1000m · 6e 1500m | 11e       |
| 1993 | -           |                             | -         |
| 1994 | -           | 13e 1500m                   | -         |

### Medaillespiegel
| kampioenschap     | goud | zilver | brons |
| ----------------- | ---- | ------ | ----- |
| EK Allround       | 0    | 0      | 0     |
| Olympische Spelen | 1    | 0      | 0     |
| WK Sprint         | 0    | 0      | 0     |

1976: Peter Mueller ·
1980: Eric Heiden ·
1984: Gaétan Boucher ·
1988: Nikolaj Goeljajev ·
1992: Olaf Zinke ·
1994: Dan Jansen ·
1998: Ids Postma ·
2002: Gerard van Velde ·
2006: Shani Davis ·
2010: Shani Davis ·
2014: Stefan Groothuis ·
2018: Kjeld Nuis ·
2022: Thomas Krol